# Luigi Gordigiani
Luigi Gordigiani (Mòdena, Emilia-Romanya, 21 de juny de 1806 - Florència, Toscana, 1 de maig de 1860) fou un compositor toscà, germà del també compositor Giovanni.
Va compondre diverses òperes, que es representaren sense gran èxit, com les titulades Gli aragonesi in Napoli i Faust, però, per contra, assolí verdadera celebritat com a autor de melodies a 1 i 2 veus, entre les que mereixen mencionar-se: L'innamorato, La sera, L'invita, L'amore tranquillo, La gondoliera i d'altres.
En la seva estada a Nàpols ve tenir entre els seus alumnes a Giulio Cottrau.